# Rhadamsades
Rhadamsades (auch Radamsad, Rhadamsadius oder Rhadampsadius) war sarmatischer König des von Rom abhängigen Bosporanischen Reiches von 309 n. Chr. bis 322/323 n. Chr.
Rhadamsades trug – wie alle Könige aus der bosporanischen Dynastie der Aspurgiden, nachdem Aspourgos von Kaiser Tiberius den Königstitel (rex) und das römische Bürgerrecht erhalten hatte – den Namen Tiberius Iulius (altgriechisch Τιβέριος Ἰούλιος Ραδαμσάδης, latinisiert Tiberius Iulius Radamsades), - 
Der spätantike Historiker Zosimos und der spätere Kaiser Konstantin VII. berichten in ihren Geschichtswerken, dass eine Gruppe von Sarmaten und Maioten im Jahr 322 unter ihrem König Rausimodus vom Asowschen Meer an die Donaugrenze vordrang. Sehr wahrscheinlich ist Rhadamsades, da er sarmatischer oder alanischer Abstammung war, mit diesem Rausimodus zu identifizieren.
Rausimodus, der im Jahr 322 n. Chr. mit seinem Gefolge in Pannonien einmarschierte, wurde von den Kräften Konstantins des Großen noch bis ins Jahr 323 n. Chr. hinein über die Donaugrenze zurückverfolgt und getötet. Aus den antiken Quellen ist bekannt, dass auch der bosporanische Rhadamsades um 322/323 n. Chr. starb.